# طواف يوتا 2015
طواف يوتا 2015 (بالإنجليزية: Larry H. Miller Tour of Utah 2015 )‏ هو سباق دراجات هوائية، وهو الموسم رقم 11 من نفس السباق، وأقيم خلال الفترة 3 أغسطس 2015، وحتى 9 أغسطس 2015، وامتدّ لمسافة 1142.5 كيلومتر، وهو أحد سباقات طواف أمريكا للدراجات 2015، وهو من نوع سباق المرحلة، وقد شارك في السباق 121 متسابقاً ووصل إلى نهايته 100 متسابقاً.
فاز فيه بالمركز الأول جو دومبروفسكي، وبالمركز الثاني مايكل وودز، وبالمركز الثالث برنت بوكوالتر، والفريق الفائز في ترتيب الفرق Colombia 2015.

## الفرق
| فرق عالمية (3)- BMC Racing - Cannondale-Garmin - Trek Factory Racing فرق قارية محترفة (5)- Bardiani CSF - Colombia (cycling team) ‏ - دراباك 2015 ‏ - MTN-Qhubeka - UnitedHealthcare Pro Cycling (men's team) ‏ فرق قارية (8)- Team Illuminate (men's team) ‏ - Hagens Berman Jayco ‏ - Team Budget Forklifts ‏ - Hincapie–Leomo p/b BMC ‏ - Team Jamis ‏ - Wildlife Generation Pro Cycling ‏ - Optum-Kelly Benefit Strategies - Team SmartStop ‏ |  |
| |  |

## الفائزون
| الترتيب    | الفائز          |
| ---------- | --------------- |
| الفائز     | جو دومبروفسكي   |
| الثاني     | مايكل وودز      |
| الثالث     | برنت بوكوالتر   |
| حسب النقاط | برنت بوكوالتر   |
| تسلق الجبل | غريغوري دانيال  |
| أفضل شاب   | دانييل مارتينيز |
| الفريق     | Colombia        |

## وصلات خارجية
- الموقع الرسمي
- طواف يوتا 2015 على موقع إحصائيات الدراجات الإحترافية (الإنجليزية)